# Dāl

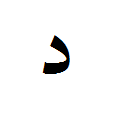
Dal in isolierter Form

Dāl (دال) ist der achte Buchstabe des arabischen Alphabets. Er ist aus dem phönizischen Daleth hervorgegangen und dadurch mit dem lateinischen D, dem griechischen Delta und dem hebräischen Daleth verwandt. Ihm ist der Zahlenwert 4 zugeordnet.

## Lautwert und Umschrift
Das Dal entspricht dem deutschen D in „Dora“. Es wird daher in der DMG-Umschrift mit „d“ wiedergegeben.
Das Dal ist ein Sonnenbuchstabe, d. h., ein vorausgehendes al- (bestimmter Artikel) wird assimiliert.

## Dal in Unicode
| Unicode Codepoint | U+062F            |
| Unicode-Name      | ARABIC LETTER DAL |
| HTML              | &#1583;           |
| ISO 8859-6        | 0xcf              |